# Juliusz Sakrowir
Iulius Sacrovir (zm. 21 n.e.) – arystokrata z galijskiego plemienia Eduów, który otrzymał obywatelstwo rzymskie. Przywódca powstania antyrzymskiego w Galii w 21 n.e. razem z Juliuszem Florusem.
Do wybuchu powstania mogło przyczynić się cofnięcie immunitetów podatkowych Eudom i Trewerom, a sprzyjającym momentem śmierć Germanika w 19 n.e. Florus podburzył Belgów, natomiast Sakrowir bliżej położone niego plemiona galijskie (m.in. Andekawów, Turonów i Sekwanów). Legiony pod wodzą legata Acyliusza Awioli i Wizeliusza Warrona legata Germanii Dolnej wysłane do stłumienia powstania szybko uporały się z podburzonymi plemionami. Tymczasem Sakrowir opanował Augustodunum (obecnie Autun) stolicę Eudów. Według Tacyta zgromadził tam 40 tysięcy młodych rekrutów. Został pokonany w bitwie przez legata Germanii Górnej Gajusza Syliusza, następnie po ucieczce popełnił samobójstwo w pobliżu Augustodunum.
Łuk triumfalny w Arauzjonie (obecnie Orange w południowej Francji) datowany na czasy Tyberiusza został zapewne wzniesiony dla uczczenia zwycięstwa nad Florusem i Sakrowirem.